# Paul Deydier
Paul Louis Deydier (Marsiglia, 25 febbraio 1908 – Marsiglia, 5 dicembre 1975) è stato uno schermidore francese, vincitore di una medaglia d'oro ed una d'argento ai Campionati Internazionali di scherma.